# Synadene
Synadene, född 1058, död 1082, var en ungersk drottning, gift med kung Géza I av Ungern. Vigseln ägde rum 1072. 
Hon var dotter till den bysantinska kommendören Theodoulos Synadenos och systerdotter till kejsar Nikeforos III av Bysans. Synadene är hennes efternamn, hennes förnamn är okänt. Hon överlevde maken, men hennes liv som änka är okänt. 